# Larissa Brasileiro
Larissa Cagnani Brasileiro (Poços de Caldas, Minas Gerais, 30 de setembro de 1985) é uma ex-jogadora de voleibol brasileira.

## Carreira
Larissa começou sua carreira pelo Finasa/Osasco e após boas atuações foi transferida para o Macaé Sports do estado do Rio de Janeiro. Antes da ida para a Europa ainda passou por mais um clube brasileiro o Asbs/Suzano. Após a rápida passagem por clubes do Brasil Larissa se transferiu para a Europa e passou por alguns clubes, como: Volleyball Franches-Montagnes da Suíça, Mancini Florens Castellana Grotte da Itália e Azs Bialystok da Polônia. Encerrando assim sua primeira passagem pela Europa. Na volta ao Brasil conquistou seu primeiro titulo na carreira, o campeonato pernambucano de volei no ano de 2008 pelo Sport Recife da  cidade de Recife no estado de Pernambuco, após passagem vitoriosa pelo clube Larissa voltou para a Europa para jogar na Espanha pelo clube CV Jamper Aguere da cidade de San Cristóbal de La Laguna onde acabou encerrando sua carreira devido a uma grave lesão no ombro. Desde então Larissa não voltou mais as quadras.